# Arma Christi

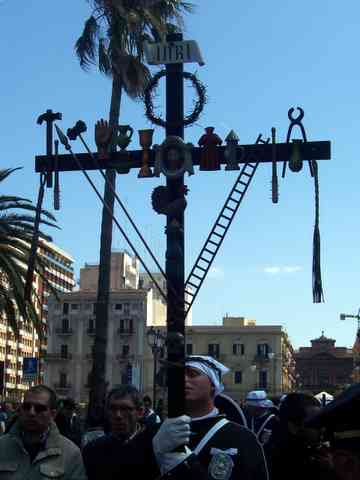
Lors d'une procession en Italie

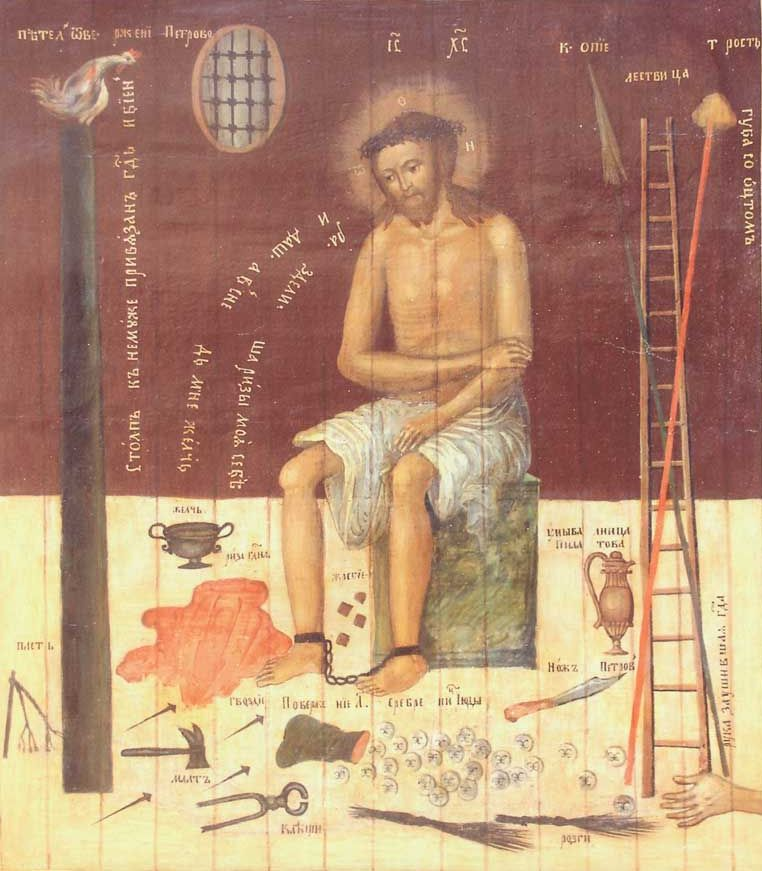
Instruments de la Passion, icône russe

Les Arma Christi (armes du Christ) sont une autre dénomination des instruments de la Passion.
Ils ont une très ancienne tradition en iconographie, par exemple le psautier d'Utrecht (830). Des miniatures de ces objets étaient attachés aux crucifix ou aux rosaires et servaient d'aide à la contemplation des souffrances du Christ.
Peuvent être représentées, plusieurs de ces Arma Christi :
- La colonne de flagellation,
- La couronne d'épines et le roseau (symbole du sceptre royal donné en dérision),
- La croix de crucifixion,
- Le marteau d'enfoncement des clous,
- Les trois clous (des deux mains et celui traversant les deux pieds)[1],
- La Lance du centurion Longin perçant le flanc droit,
- La Sainte Éponge, au bout d'une branche d'hysope et imbibée de vinaigre, le Christ ayant dit : « J'ai soif »,
- La tenaille pour ôter les clous des mains et des pieds,
- L'échelle pour descendre de la croix le corps du  Christ mort.

Ces instruments, dans l'iconographie et la sculpture, sont souvent représentés portés chacun par un ou plusieurs anges.
Y sont parfois associés :
- Les trente pièces d'argent payées à Judas pour trahir et livrer le Christ,
- La lanterne et les torches des gardes venus l'arrêter,
- Le glaive de saint Pierre, tranchant l'oreile de Malchus,
- Les fouets (flagellum[2] ou flagrum) de la Flagellation du Christ,
- La tunique sans couture et le vêtement rouge,
- Les dés des soldats, tirant au sort les vêtements du Christ,
- La main du grand-prêtre qui gifla le Christ,
- Le coq de saint Pierre